# Raoul Naudin
Pour les articles homonymes, voir Naudin.
Raoul Naudin est un homme politique français né le 2 septembre 1889 à Vitry-Laché (Nièvre) et décédé le 26 janvier 1976 à Paris.

## Biographie
Capitaine au long cours, il s'installe à Corbigny, dont il devient maire en 1933. Il garde son poste jusqu'à sa révocation, en novembre 1944. Il est député radical de la Nièvre de 1936 à 1940. Après 1944, il quitte définitivement la vie politique.

## Décorations
- Officier de la Légion d'honneur (1935)[2]